# Guvernul Lascăr Catargiu (3)
Guvernul Lascăr Catargiu (3) a fost un consiliu de miniștri care a guvernat România în perioada 29 martie - 3 noiembrie 1889.

## Componența
- Președintele Consiliului de Miniștri

Lascăr Catargiu (29 martie - 3 noiembrie 1889)
- Ministrul de interne

Lascăr Catargiu (29 martie - 3 noiembrie 1889)
- Ministrul de externe

Alexandru N. Lahovari (29 martie - 3 noiembrie 1889)
- Ministrul finanțelor

George Vernescu (29 martie - 3 noiembrie 1889)
- Ministrul justiției

Nicolae Gherassi (29 martie - 3 noiembrie 1889)
- Ministrul de război

General George Manu (29 martie - 3 noiembrie 1889)
- Ministrul cultelor și instrucțiunii publice

Constantin Boerescu (29 martie - 3 noiembrie 1889)
- Ministrul lucrărilor publice

ad-int. Alexandru N. Lahovari (29 martie - 3 noiembrie 1889)
- Ministrul agriculturii, industriei, comerțului și domeniilor

Grigore Păucescu (29 martie - 3 noiembrie 1889)

## Sursa
- Stelian Neagoe - "Istoria guvernelor României de la începuturi - 1859 până în zilele noastre - 1995" (Ed. Machiavelli, București, 1995)

| Precedat(ă) de: Guvernul Theodor Rosetti (2) | Guvernul Lascăr Catargiu (3) 29 martie - 3 noiembrie 1889 | Succedat(ă) de: Guvernul George Manu |